# Каю Пумпутіс
Каю Пумпутіс (порт. Caio Pumputis, 8 січня 1999) — бразильський плавець.
Призер Панамериканських ігор 2019 року.